# رون كوري جونيور
رون كوري جونيور (بالإنجليزية: Ron Currie Jr.)‏ (12 مايو 1975، ووترفيل في الولايات المتحدة)؛ روائي أمريكي. درس في جامعة كليمسون.